# Tiếng Tamazight Maroc chuẩn
Tiếng Berber (Amazigh hay Tamazight) Maroc chuẩn là phương ngữ Berber nói chuẩn quốc gia của Maroc. Nó được thiết lập theo Điều 5 của Hiến pháp Maroc sửa đổi năm 2011.

## Lịch sử
Tiếng Tamazight trước đây chủ yếu được viết bằng chữ Ả Rập, kể từ đầu thế kỷ 20, nó cũng viết bằng một thứ chữ Latinh đã qua sửa đổi hoặc bằng một dạng chữ Tifinagh hiện đại mà ngày càng được sử dụng rộng rãi từ những năm 1990. Ở Maroc, nó được dạy ở trường tiểu học từ năm 2004, mặc dù không trường nào cũng dạy môn học này; sách giáo khoa được viết bằng chữ Tifinagh hiện đại. Kể từ khi cải cách hiến pháp vào tháng 7 năm 2011, tiếng Tamazight, bên cạnh tiếng Ả Rập, có vị thế của một ngôn ngữ chính thức ở Maroc.

## Tình trạng
Trong những thập kỷ đầu sau khi Ma-rốc giành độc lập vào năm 1956, tình huống đặt ra là nhà nước cần một ngôn ngữ quốc gia Ả Rập để gia nhập cộng đồng các quốc gia Ả Rập. Với một nền dân chủ nhất định vào giữa những năm 1980, thái độ đối với tiếng Tamazight – ngôn ngữ ngoài lề trước đây bắt đầu thay đổi. Việc quảng bá thể chế hóa Tamazight chỉ bắt đầu sau bài phát biểu của vua Hassan II vào tháng 8 năm 1994, trong đó ông tuyên bố giáo dục tiếng Tamazight là bắt buộc đối với tất cả người Maroc. Cho đến lúc đó, nhiều người Berber nhận thức rằng thái độ của nhà nước đối với ngôn ngữ của họ là chủ nghĩa dân tộc Ả Rập. Kateb Yacine (1929-1989), một nhà văn người Algeria đã bày tỏ sự phàn nàn về sự khinh miệt và áp bức của Hồi giáo vì chính sách ngôn ngữ, đã bình luận phù hợp. Mặc dù Yacine viết bằng tiếng Pháp với tư cách là một tác giả, nhưng ông cảm thấy rằng về mặt văn hóa, ông là một trong những người nói tiếng Tamazight bị người Ả Rập cô lập như một dân tộc thiểu số.
Tiếng Tamazight được công nhận là ngôn ngữ chính thức tại Maroc từ năm 2011.